# Губський Ігор Іванович
Ігор Іванович Губський (11 червня 1954, Кадіївка, Ворошиловградська область, УРСР, СРСР — 8 лютого 2022) — радянський і український художник. Занесений до Єдиного художнього рейтингу з кодом 4А — професійний художник, що має індивідуальний стиль та відповідну цінову рекомендацію. Один з небагатьох художників, відзначених Третьяковською галереєю, як яскравий представник Української школи XX століття, разом с Тетяною Яблонською і Андрієм Коцкою. Державна Третьяковська галерея, Москва.
Роботи Ігоря Губського зберігаються в Національному художньому музеї України, в Державній Третьяковській галереї (Москва, Росія), в Художньому музеї Мальме (Швеція), в Горлівському художньому музеї, Сумському художньому музеї, Луганському художньому музеї, а також в приватних колекціях України, Англії, Ізраїлю, Канади, США (Нью-Йорк та Чикаго), Швеції.

## Ранній період творчості
Ігор Губський народився 11 червня 1954 року в м. Кадіївка Ворошиловградської область. Батько — Губський Іван Кіндратович — художник. Мати — Людмила Олександрівна — домогосподарка. Дитинство провів в Кадіївці, а згодом переїхав з батьками до Ворошиловграда.

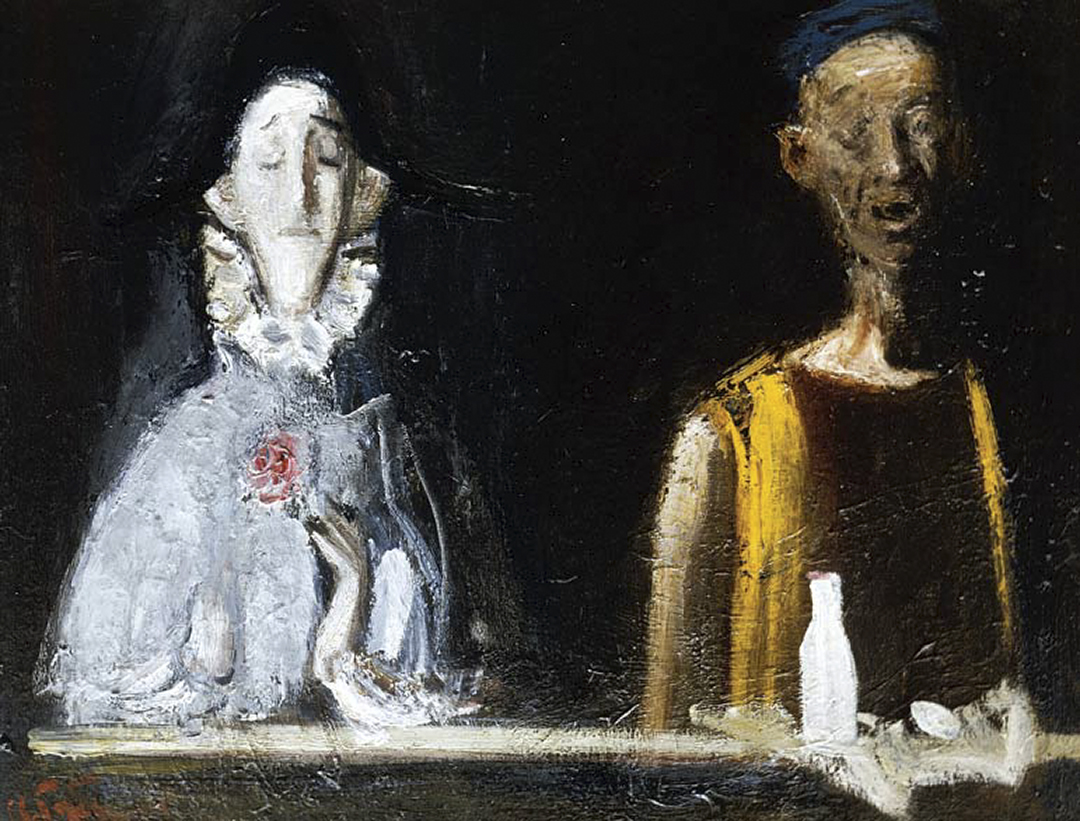
Мистецтво та життя. 1985. Полотно, олія. Christie's у 1990 рік.

Після восьмого класу, у 1969 році, Ігор Губський вступає до Ворошиловградського художнього училища, яке закінчив з відзнакою у 1973 році та отримав спеціальність викладача креслення та малювання.
Відразу після закінчення художнього училища, в 1973 році, вступає до Київського державного художнього інституту на факультет живопису. Після другого курсу потрапляє до майстерні Віктора Пузиркова.
У 1981 році, після повернення з армії, потрапляє до майстерні Сергія Григор'єва, де навчається протягом трьох років.
Картини художника беруть участь в торгах на аукціоні «Cristie's», «Philips». Представлені работи «Мистецтво та життя» (1985. Полотно, олія), «Термінове замовлення» (1987. Полотно, олія), «Сон. Між боями» та багато інших. Усі представлені роботи були продані.

### Хронологія

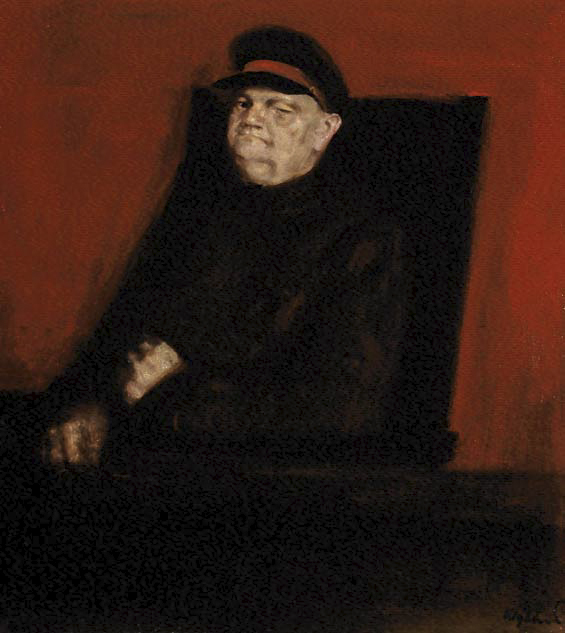
Вахтер. 1987. 130х135. Полотно, олія. Колекція Державної Третьяковської галереї

- 1974 — участь в місцевих, республіканських та всесоюзних виставках.
- 1987 — нагороджений почесним дипломом Академії мистецтв СРСР.
- 1987 — участь у виставках на міжнародному рівні (Швеція, Сирія, Норвегія, Німеччина, Японія та ін.).
- 1988 — полотно «Повстання» було придбане Національним художнім музеєм України.
- 1990 — персональна виставка в Мальме, Швеція. На виставці було представлено 22 картини, одна з яких була придбана Художнім музеєм Мальме[6].
- 1990 — участь в аукціоні Christie's (всі роботи були розпродані)[5].
- 1990 — участь в аукціоні Phillips (всі роботи були розпродані).
- 1991 — картина «Вахтер» придбана Державною Третьяковською галереєю, Москва.
- 1994 — участь у виставці в Національному музеї історії України, Київ, Україна.
- 1999 — участь у виставці в галереї «Яна», Київ[7].

## Застій та повернення до живопису
Починаючи з 1994 року, після низки негативних подій, в житті художника настають часи творчого застою. Губський малює рідко і мало.
Новим витком для художника став 2008 рік, а першою значущою картиною, яку він написав після стількох років перерви, є полотно «Стара», робота багато разів переписувалася, знадобився майже рік, щоб її закінчити.
Художник багато працює, ключовими серіями робіт в цей період стають «Арлекіни» і «Євреї», роботи регулярно продаються на українських аукціонах та приватним колекціонерам.

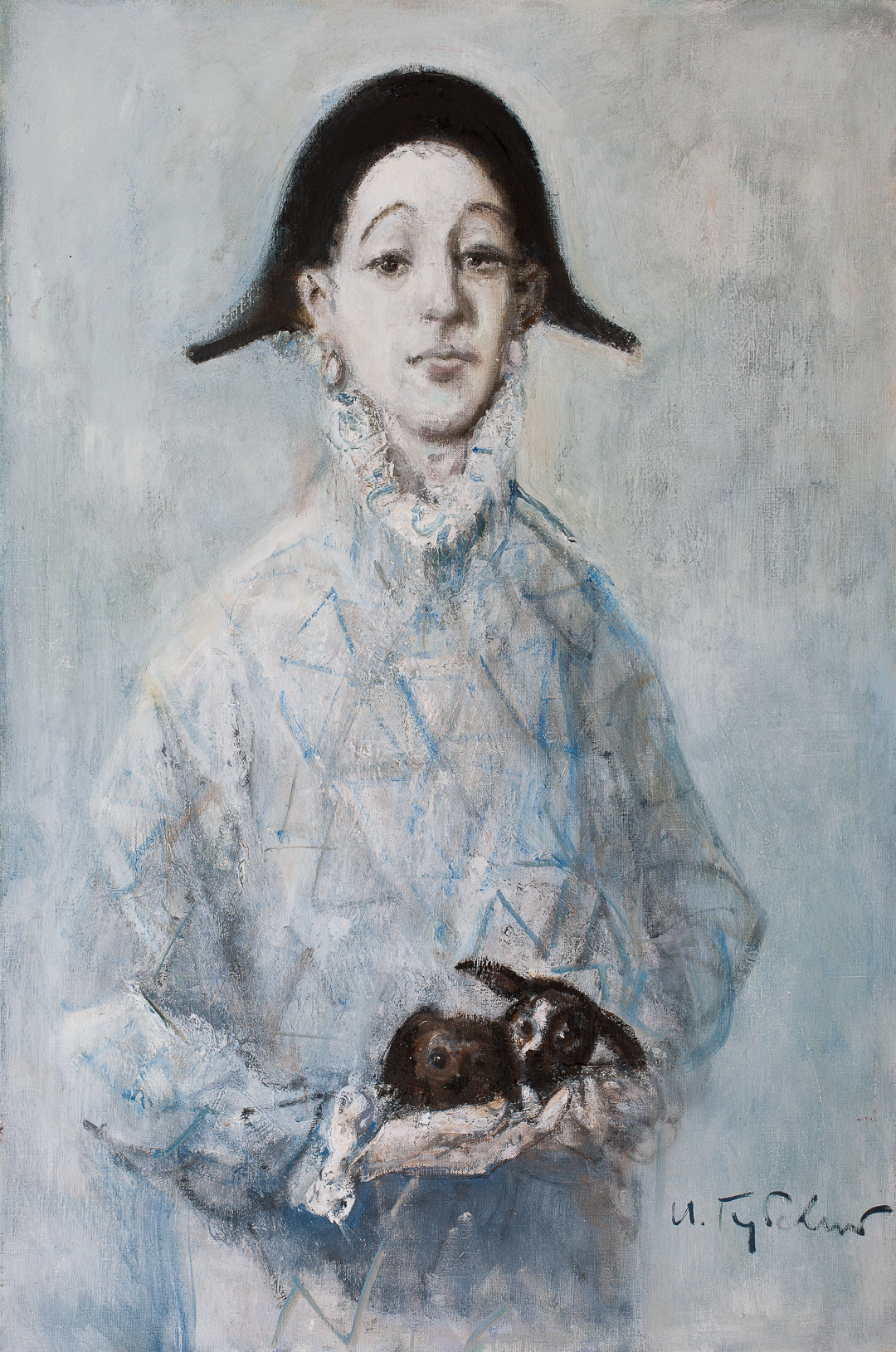
Арлекін, 2011. Полотно, олія

### Хронологія
- 2004 — виключений з членів НСХУ.
- 2008 — персональна виставка в «Tadzio Gallery», Київ, Україна.
- 2009 — персональна виставка в галереї «Персона», Київ, Україна.
- 2009 — персональна виставка в рамках IV Міжнародного художнього ярмарку «Арт-Київ 2009».
- 2010 — персональна виставка «Жінки» на художньому ярмарку «Мистецтво у вашому інтер'єрі», Музей «Духовні скарби України».
- 2010 — персональна виставка «Місто» на Міжнародному художньому ярмарку «Fine Art Ukraine 2010»[10].
- 2011 — персональна виставка на Московському художньому ярмарку XVI «АРТ МАНЕЖ 2011», ЦВЗ «Манеж», Москва, Росія[11].
- 2011—2013 — персональна виставка на Арт-форумі «Fine Art Ukraine», Мистецький арсенал, Київ, Україна[12][13].
- 2011 — виставка в Московському міжнародному художньому салоні XIV «Центральний будинок художника-2011. Художник. Місто»[14].
- 2012 — виставка в Московському міжнародному художньому салоні XV «Центральний будинок художника-2012. Шляхи — дороги».
- 2013 — виставка в Московському міжнародному художньому салоні XVI «Центральний будинок художника-2013. Процес».
- 2014 — виставка в Московському міжнародному художньому салоні XVII «Центральний будинок художника-2014. Зв'язок часів».
- 2014 — персональна виставка в Галереї образотворчих мистецтв «Мануфактура», Київ, Україна[15].
- 2018 — участь у виставці «Портрет» в Lera Litvinova Gallery[16].

## Оцінка творчості

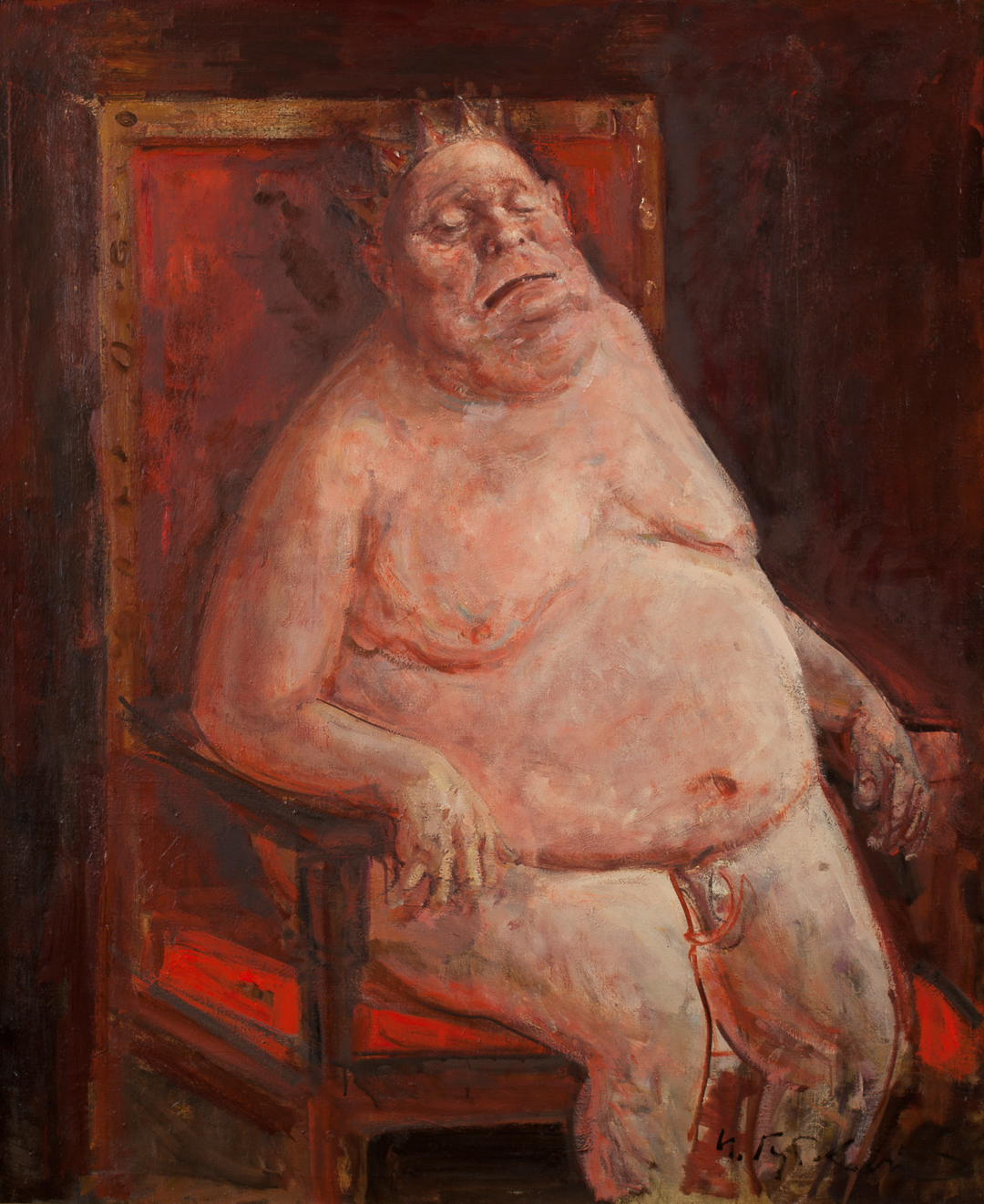
Обтяжений Владою, 2014. Полотно, олія

Переважна більшість робіт — портрети. Це жанр, якому художник зберігає парадоксальну для сучасного світу відданість. Попри це стиль його робіт продовжує традиції психологічного портрету старого або класичного, доавангардного мистецтва.
Художні та технічні рішення творів Ігоря Губського спрямовують нас до естетики та образного світу Дієго Веласкеса, експресивних, повних гіркоти і живого здивування робіт Франсіско Гойї, драматичних акордів живопису Рембрандта. До того ж, він вдумливо перетворює в своїх роботах технічні знахідки і прийоми живопису Миколи Фешина та Корнеліу Баба.
Оцінюючи роботи Губського, представлені на виставці у Мальме, мистецтвознавець Роман Звіняцковський пише:

Люди, яких ми зустрічаємо на портретах Губського, не фантастичні фігури, а приклади оригінальних та дивних людей, яких Губський зустрічав в дитинстві та які справили на нього сильне враження. Художник часто обирає свої мотиви з так званого суспільства нижчих шарів, де він знаходить загальнолюдські та естетичні цінності. Губський не прагне свідомо підкреслити це в своїх картинах, проте результат однозначний.
Я б назвав мистецтво Губського свого роду аристократичним демократизмом. Цей термін, безумовно, містить два слова, які є протилежними один одному, але саме ця протилежність краще всього характеризує творчість Губського.

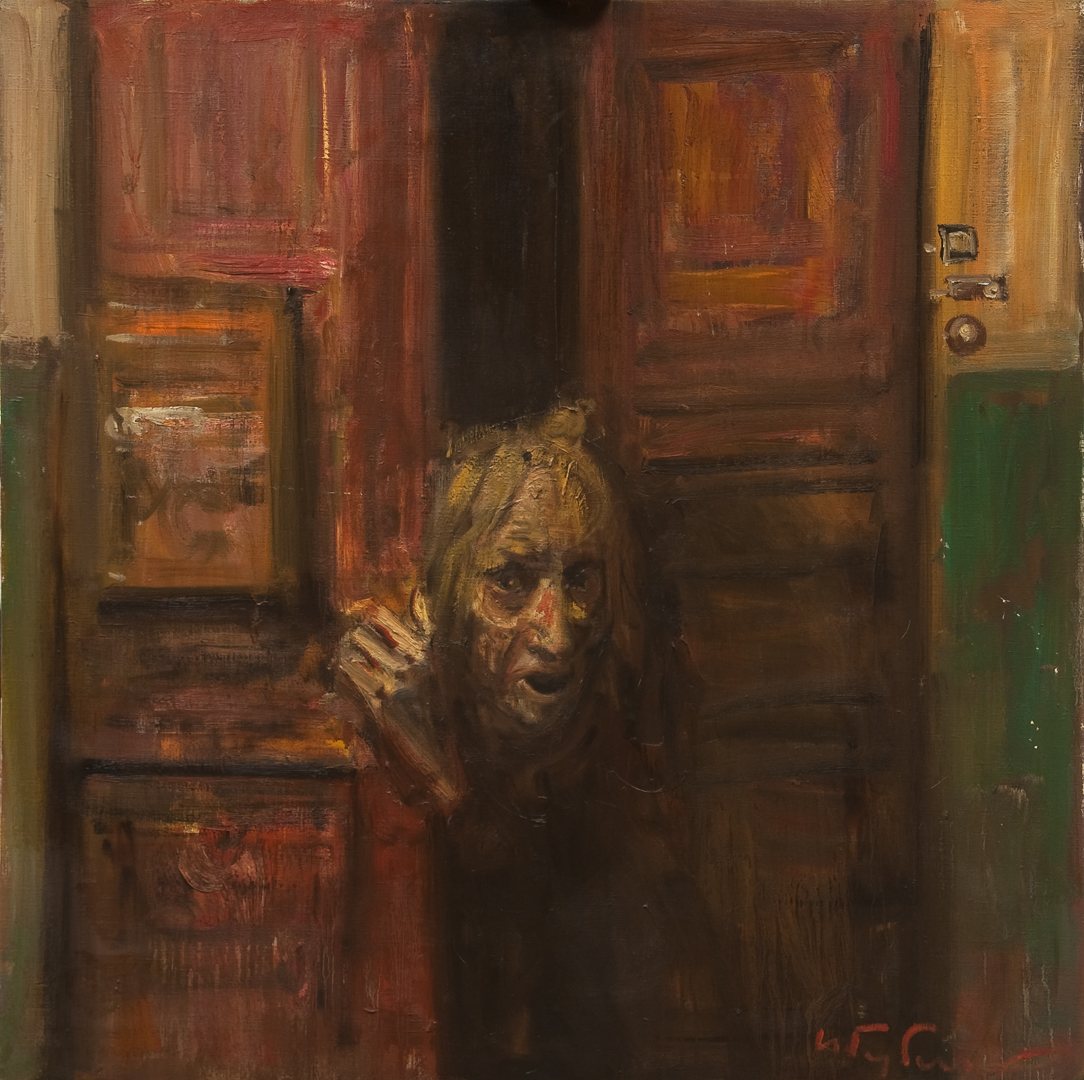
Хто там? 2009. 100х100. Полотно, олія.

Український мистецтвознавець Олеся Авраменко пише про Губського наступне:

Ігор Губський — художник з впевненою рукою і точним оком, що володіє умінням одушевити картину декількома динамічними мазками, завдяки яким робота наповнюється диханням, трепетом життя. Він навчився геніально втілювати натурні враження в образи — гострі, виразні, характерні, впізнавані і … зовсім не конкретні. Уміння узагальнювати, створювати образ типовий, і в той же час яскраво-виразний — рідкісне явище навіть у бувалих реалістів.

## Смерть
Колега Ігоря Губського художник Віктор Хоменко 8 лютого 2022 року повідомив про смерть Губського.